# Liefje (verhaal)
Liefje is een sciencefictionverhaal geschreven door de Amerikaan Richard Matheson in 1952. De Nederlandse vertaling verscheen in de serie Bruna FeH in 1976 in de bundel met de titel Nat stro en andere griezelverhalen. Het verhaal was voor het eerst te lezen in Galaxy Magazine van mei 1952. 

## Het verhaal
David Lindell wordt namens Wentner’s Interstellaire Handelsmaatschappij uitgezonden naar Station Vier. Daarbij worden hem vier dingen verteld:
- De bijmaan voor Station Vier luidt "De vogels en het gekkenhuis van de drie manen".
- Voor deze handelspost geldt een maximumtermijn van 6 maanden in plaats van de normale tijd van twee jaar.
- Je krijgt een vuurwapen tot je beschikking.
- Er heerst een vrouwenoverschot.

Nadat Lindell op de planeet is afgezet, maakt hij kennis met de plaatselijke afgevaardigde. Een afzichtelijk wezen begroet hem telepathisch. De plaatselijke bevolking blijkt alleen via die weg te kunnen communiceren. Hij krijgt een drankje aangeboden en als stoere ruimtevaarder bedankt hij haar met "Liefje". Dit wordt door de buitenaardse gezien als toenadering, waarop zij hem begint te stalken. Zij stuurt constant haar gedachten op hem af en zet ook elke ochtend (voor hem) stinkende bloemen neer, ook al heeft hij haar te kennen gegeven, dat niet te willen. De situatie wordt erger en erger en op een gegeven moment grijpt hij naar het wapen en wil haar vermoorden. Op het tijdstip dat hij de deur van zijn bureau uitloopt om haar dood te schieten, landt echter een ruimtevaartuig met de aflossing. Zijn zes maanden zijn om.
Bij lezing van dat verhaal in Galaxy Magazine (zie link) blijkt dat het slot van de Nederlandse versie afwijkt van het oorspronkelijke verhaal. Het slot van de versie in Bruna FeH 29 is dat Lindell van blijdschap de handen in de lucht steekt en vertrekt. Het slot van het oorspronkelijke verhaal luidt dat hij inderdaad vertrekt, maar haar stem nooit zal vergeten.